# 하이크비전

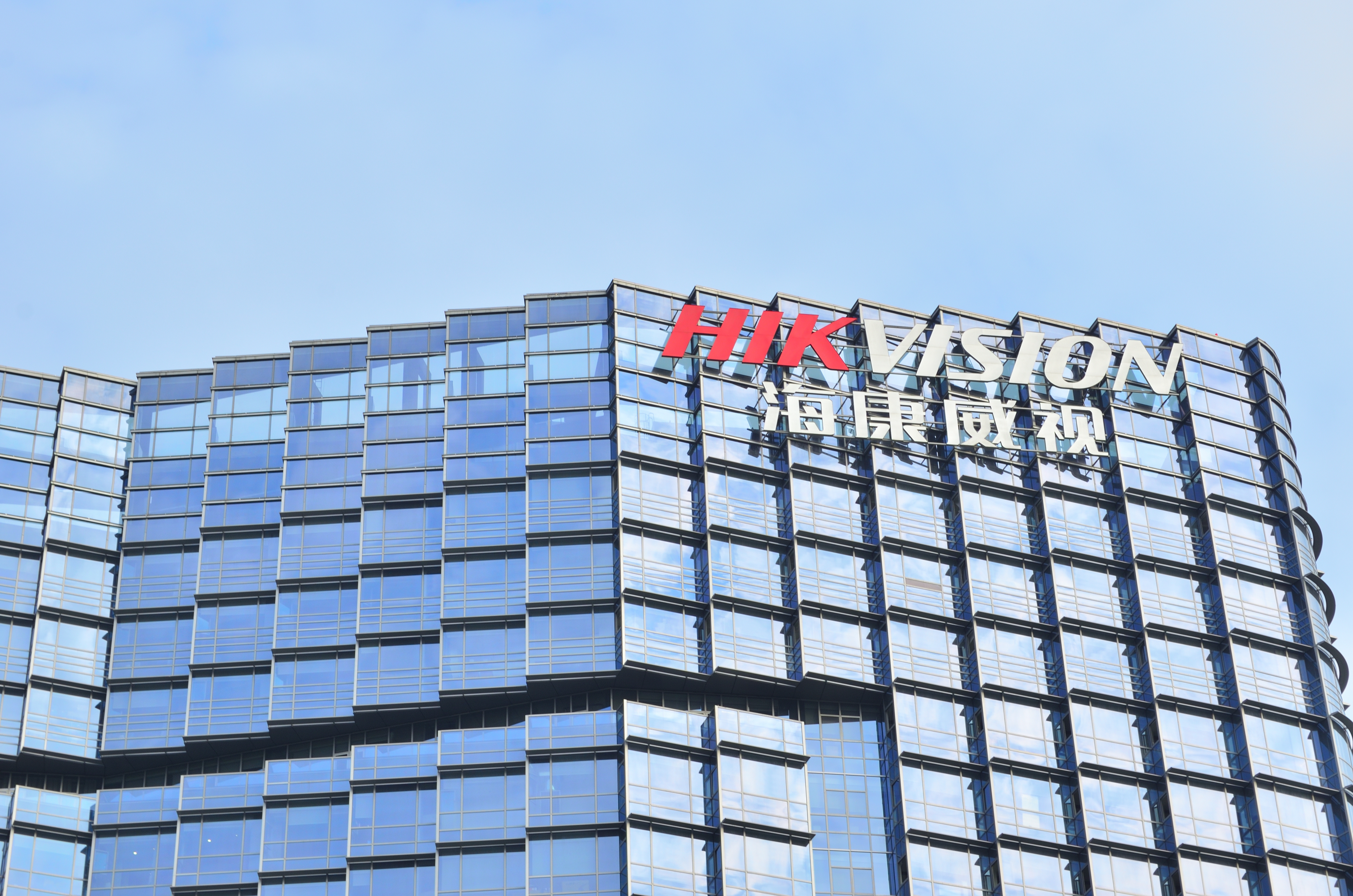
본사

Hikvision(중국어: 海康威视, 정식 명칭: Hangzhou Hikvision Digital Technology Co., Ltd.)은 중국의, 부분적으로는 국유 기업인 시민 및 군사용 영상 감시 장비 제조업체이자 공급업체로서 본사는 저장 항저우에 있다. 대주주 주식은 중국 정부가 보유하고 있다. 인권 위반과 국가 안보 문제가 수반되자 이 기업은 미국 정부의 제재를 받고 있으며 미국 정부 계약을 받는 것이 금지되어 있다.

## 역사
Hikvision은 2001년 Zhejiang HIK Information Technology Co., Ltd.(중국어: 浙江海康信息技术股份有限公司)에 의해 설립되었으며 이 기업이 51% 주식을, 공홍자(龚虹嘉)가 13.4% 주식을 보유하였다.